# Gerhard Steinkogler
Gerhard Steinkogler (Graz, 29 settembre 1959) è un ex calciatore austriaco, di ruolo attaccante.

## Palmarès

### Club

#### Competizioni nazionali
- Campionato austriaco: 3

Austria Vienna: 1980-1981, 1984-1985, 1985-1986
- Coppa d'Austria: 2

Austria Vienna: 1981-1982, 1985-1986